# Krzysztof Zgraja
Krzysztof Zgraja (* 1950 in Gliwice) ist  ein polnischer Solo- und Jazzflötist, Komponist und Dirigent.

## Leben und Wirken
Zgraja stammt aus einer musikalischen Familie; sein Vater spielte Oboe und Englischhorn im Philharmonischen Orchester von Katowice. Mit sechs Jahren begann er, Geige und Klavier zu lernen. Er studierte von 1968 bis 1977 Querflöte und Komposition an der Musikakademie Kattowitz. Seit ungefähr 1970 begann er sich für Jazz zu interessieren und spielte sogleich Free Jazz, wo er zahlreiche Möglichkeiten der erweiterten Spielweise auf der Flöte erprobte. 1972 trat er mit dem Bassisten Czesław Gładkowski auf dem Festival Jazz nad Odrą in Wrocław auf, wo er den ersten Preis als Instrumentalist gewann. Danach machte er lange Zeit durch eine intensive Festival- und Konzerttätigkeit in den Genres Experimentelle Musik, Jazz, Flamenco und Klassik, die ihn durch ganz Europa und durch Asien führten, auf sich aufmerksam. Es kamen zahlreiche Rundfunk- und Fernsehaufnahmen und LP-/CD-Einspielungen zusammen. Mit Barre Phillips trat er 1975 in der Balver Höhle auf. Seit 1979, zunächst bei einem Auftritt bei der Jazzwerkstatt Peitz, trat er im Duo mit Jacek Bednarek auf, mit dem er bereits zuvor in anderen Konstellationen gearbeitet hatte. In den 1980er Jahren spielte Krzysztof Zgraja  mit Ernst Reijseger und Theo Jörgensmann in Bernd Köppens European Way Ensemble.
1989 übersiedelte Krzysztof Zgraja nach Deutschland, wo aufgrund seiner stilistischen Offenheit über 150 konzertante und pädagogische Werke für Flöte solo, Duette, Trios und gemischte Besetzungen entstanden, die von Verlagen wie Zimmermann Musikverlag, Schott Musik International, Universal Edition veröffentlicht wurden.
Seit 1990 präsentiert er ein multistilistisches und virtuoses Soloprogramm eigener Kompositionen, unterrichtet an Hochschulen und leitet Meisterkurse in vielen Ländern. Zwischen 1992 und 1998 spielte er u. a. auch Querflöte auf einigen CD-Veröffentlichungen von Horst Boesing (Thors).

## Diskografie
- Czesław Gładkowski/Krzysztof Zgraja Alter Ego (1974, Muza)
- Laokoon (mit Zbigniew Namysłowski, Wojciech Kamiński, Jacek Bednarek, Krzysztof Ścierański, Reto Weber, Marek Stach; 1981, Muza)
- Zgraja & Bednarek Live in Hannover (1981, Poljazz)
- Zgraja/Bednarek The Best of Flute & Bass

### Meditative Musik
- Entspannungsmusik für die Jungfrau (mit Horst Bösing) Neptun Music, München 1992
- Sun Suite (mit Horst Bösing), Windpferd Verlag Aitrang 1994
- Dance in the Light (mit Horst Bösing), Neptun Music, München 1997
- Fantastic Flute Dreams (mit Horst Bösing), Neptun Music, München 1998
- Seelenlandschaften (mit Joachim-Ernst Berendt – Konzeption und Sprecher, Vladislav Sendecki – Piano, Philip Catherine – Gitarren), Hermann Bauer, Freiburg 1999; wiederveröffentlicht bei JARO, Bremen